# توزلا

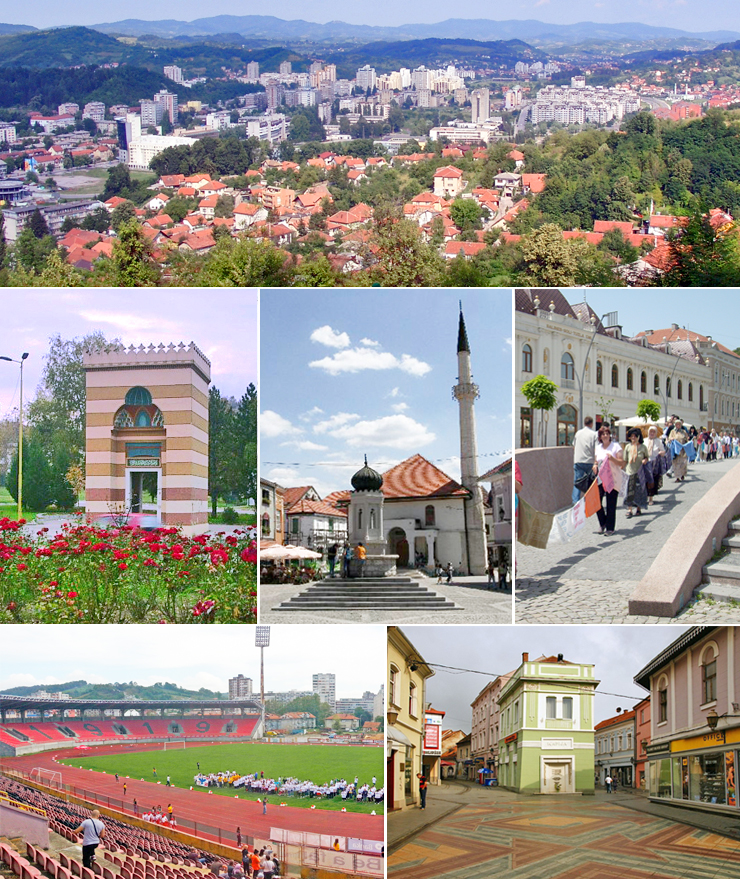

توزلا هي مدينة في البوسنة والهرسك. وهي مقر كانتون توزلا وهي المركز الاقتصادي والعلمي والثقافي والتعليمي والصحي والسياحي في شمال شرق البوسنة. وتشير النتائج الأولية لتعداد 2013 إلى أن عدد سكان البلدة يبلغ 120,441 نسمة. توزلا هو مركز تعليمي وموطن لجامعتين. وهي أيضا الآلة الصناعية الرئيسية وأحد المعاقل الاقتصادية الرئيسية في البوسنة مع قطاع صناعي واسع ومتنوع بما في ذلك توسيع قطاع الخدمات بفضل سياحة بحيرة الملح. مدينة توزلا هي موطن لبحيرة الملح الوحيدة في أوروبا كجزء من الحديقة المركزية لديها وأكثر من 100,000 شخص يزورون شواطئها كل عام. يعود تاريخ المدينة إلى القرن التاسع. يعود تاريخ توزلا الحديث إلى 1510 عندما أصبحت مدينة حامية هامة في الإمبراطورية العثمانية.
وفي البوسنة والهرسك، تعتبر توزلا أيضا واحدة من أكثر المدن المتعددة الثقافات في البلد، وتمكنت من الحفاظ على الطابع التعددي للمدينة طوال الحرب البوسنية وبعدها، مع البوسنيين والصرب والكروات وأقلية صغيرة من اليهود البوسنيين المقيمين في توزلا

## التاريخ

### التاريخ المبكر
تشير الدلائل الأثرية إلى أن توزلا كانت مستوطنة غنية بالحجر الحجري الحديث. كونها مسكونة باستمرار لأكثر من 6000 سنة، توزلا هي واحدة من أقدم المستوطنات المستدامة الأوروبية. خلال الفترة من الجمهورية الرومانية (قبل غزو المنطقة من قبل روما)، توزلا (أو سالينس كما كان يسمى في ذلك الوقت) كانت تحكمها قبيلة إليريان بريوسي.

### العصور الوسطى إلى القرن20
وقد ذكرت المدينة لأول مرة في 950 من قبل قسطنطين بورفيروجينيتوس في ديه أدمينيسترادو إمبيريو كقلعة اسمه سالينس (اليونانية: λήαλήνες). تم استخدام اسم سولي في العصور الوسطى. ويعني هذا «الأملاح» في البوسنية الاسم الحالي للمدينة يعني «مكان الملح» بالتركية العثمانية. خلال العصور الوسطى كان ينتمي معظمها إلى مملكة القرون الوسطى من البوسنة.
بعد سقوط المملكة على يد الإمبراطورية العثمانية في عام 1463، كان يسيطر على المنطقة بيت بريسلافيتش قبل أن يحتل العثمانيون قريتي «غورني سولي» و «دوني سولي» حوالي 1512، وسيطرتا على كامل أوسورا في 1530s.
ظلت تحت الحكم العثماني منذ ما يقرب من 400 سنة، حيث كانت تدار كجزء من سانجاك زفورنيك. في عام 1878 تم ضمها من قبل النمسا والمجر. بعد حل النظام الملكي أصبح جزءا من مملكة يوغوسلافيا التي شكلت حديثا. جرت انتفاضة هوسينو في عام 1920.
في ديسمبر 1944، هوجمت المدينة دون جدوى من قبل قوات تشيتنيك من درازا ميهايلوفيتش جنبا إلى جنب مع سلاح الصرب. بعد الحرب تحولت إلى مركز صناعي وثقافي رئيسي خلال الفترة الشيوعية في يوغوسلافيا السابقة.

### الحرب البوسنية
في انتخابات عام 1990 فاز الإصلاحيون بالسيطرة على البلدية كونها البلدية الوحيدة في البوسنة حيث فاز غير الوطنيين. وخلال الحرب البوسنية من أجل الاستقلال بين عامي 1992 و 1995 كانت البلدة هي البلدية الوحيدة التي لا تخضع للسلطات الوطنية. وبعد أن أعلنت البوسنة والهرسك استقلالها واعترفت بها الأمم المتحدة، حاصرت المدينة القوات الصربية.
وفي 25 أيار / مايو 1995، أدى هجوم على توزلا إلى مقتل 71 شخصا وإصابة 200 شخص في ما يسمى بمذبحة توزلا، عندما أصابت قذيفة الشارع المركزي ومنتزهها. وكان أصغر مدني توفى في تلك المجزرة عمره سنتين فقط.
وعقب اتفاقات دايتون للسلام، كانت توزلا مقر القوات الأمريكية للشعبة المتعددة الجنسيات خلال عملية قوة التنفيذ المشتركة وقوة تثبيت الاستقرار اللاحقة.

## جغرافيا
تقع توزلا في الجزء الشمالي الشرقي من البوسنة، واستقرت تحت سلسلة جبال ماجيفيكا، على نهر جالا. تقع المنطقة الوسطى في سهل شرق-غرب المنحى، مع المناطق السكنية في شمال وجنوب المدينة تقع على إيلينيكا، كيسيلج وغرادينا هيلز. ويبلغ ارتفاعه 237 مترا (778 قدما) فوق سطح البحر. المناخ قاري معتدل. وتوجد رواسب وفيرة من الفحم في المنطقة المحيطة بتوزلا. 6 مناجم الفحم تستمر في العمل في جميع أنحاء المدينة.

### بحيرات بانونيا
توزلا هي المدينة الوحيدة في أوروبا التي لديها بحيرة الملح في مركزها. وقد جفاف بحر بانونيا القديم قبل حوالي 10 ملايين سنة، ولكن عمل الباحثين والعلماء مكن الآن من الحفاظ على مستوى من المياه المالحة مستقرة على السطح، وفي عام 2003 تم افتتاح بحيرة بانونيا.
وقد تم افتتاح بحيرة ثانية تضم شلالات اصطناعية في عام 2008. كما تم إدراج حديقة أثرية ومنازل متماثلة في بحيرة العصر الحجري الحديث في المخطط، وتوفير معلومات عن الثقافات المختلفة التي تركت علاماتها المادية والروحية هنا. وقد أصبح الموقع مقصدا سياحيا دوليا.

## المواصلات
توزلا لديها مطار دولي يقع في دوبريف (رمز إاتا: تزل)، وشبكة حافلات عامة فعالة ومتطورة. هناك خطط لإدخال شبكة ترولي باص في المدينة قريبا.
وفتح المطار مؤخرا للطائرات المدنية. وكان المطار يضم جزءا من قاعدة «ايغل بيس» وهي قاعدة عسكرية اميركية كانت موطنا لقوات حلف شمال الاطلسي العاملة في قوة تثبيت الاستقرار في البوسنة. في الآونة الأخيرة أصبح المطار قاعدة ل ويز الهواء.
توزلا لديها محطة للسكك الحديدية لديها خدمات الركاب إلى دوبوي،  من حيث القطارات إلى سراييفو زغرب وبلغراد. وتوقفت الخدمات المقدمة إلى بريتشكو في عام 2012.

## معرض صور

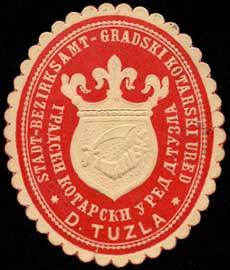
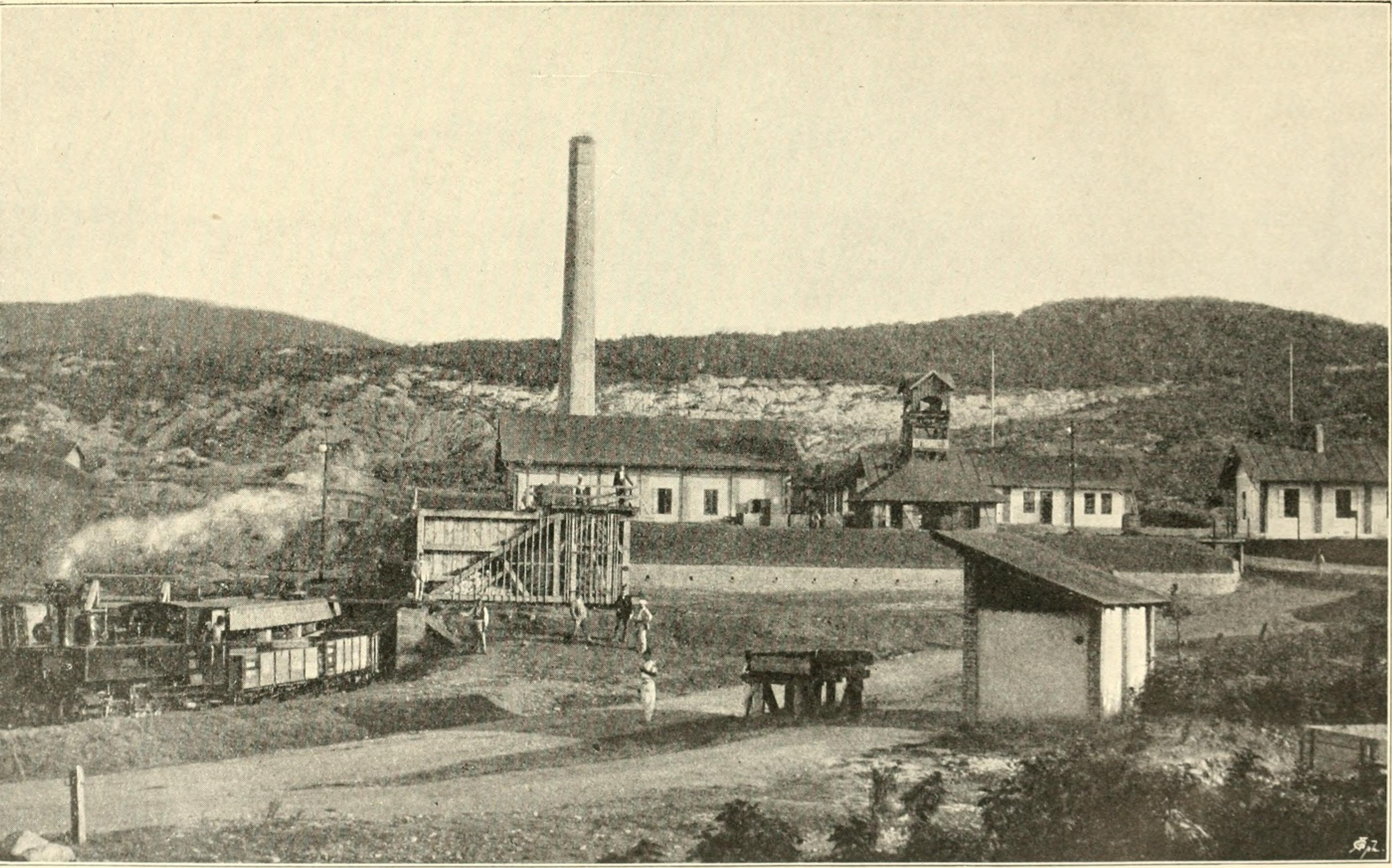
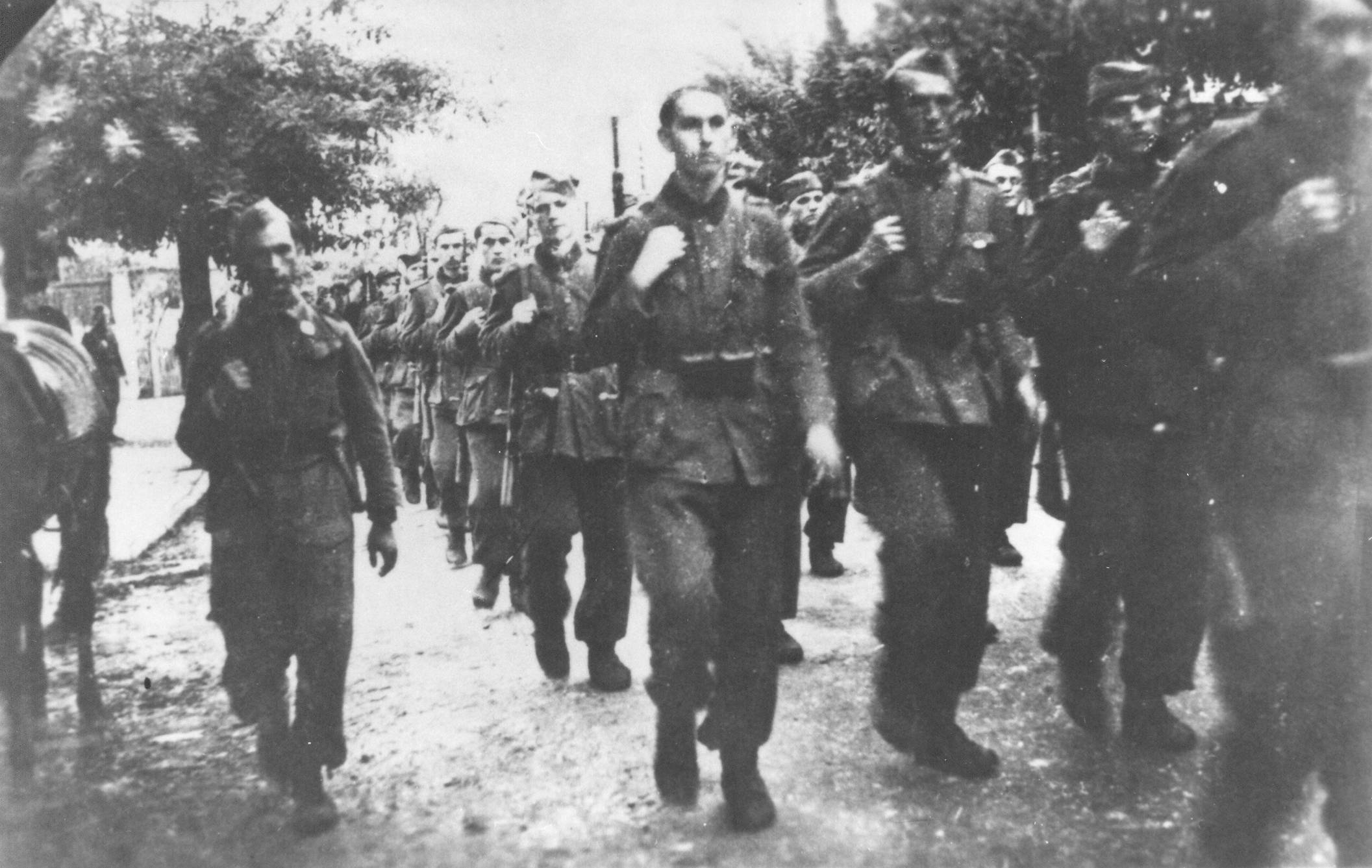